# Postduif
Een postduif, in België ook reisduif, is een huisduif, een gedomesticeerde afstammeling van de rotsduif. Door kunstmatige selectie zijn duiven gefokt die, na een periode bij de eigenaar te hebben doorgebracht, indien naar elders vervoerd en losgelaten, op nog niet volledig begrepen wijze de weg naar hun oorspronkelijke verblijf terugvinden.
Postduiven hebben een fenomenaal oriëntatievermogen. Duiven die ver van huis worden gebracht, tot honderden kilometers ver, weten vaak feilloos hun thuis terug te vinden. Daarom werden zij in het verleden gebruikt om berichten over te brengen; zo ontstond ook een sport, de duivensport, waarbij het erom gaat welke duif het snelst thuis is nadat een aantal gezamenlijk is gelost.

## Geschiedenis
Al drie millennia geleden werden boodschappen overgebracht met postduiven. De winnaars van de Olympische Spelen werden op die manier aangekondigd. Dankzij de uitvinding van het lichte papier werden boodschapperduiven nog veel praktischer. Vooral in de moslimwereld herleefde de duivenpost. De geleerden Al-Biruni (in Chorasmië) en Abu al-Wafa’ (in Bagdad) coördineerden zo hun waarnemingen van de maansverduistering in de nacht van 24 op 25 mei 997. Dit liet hen toe te berekenen dat de geografische lengte tussen hun locaties niet meer dan 15° bedroeg, zodat het onbekende deel van de wereld plots een stuk groter uitviel dan tot dan toe aangenomen. Tegen 1167 had sultan Nur ad-Din een geregelde duivenpostdienst ingesteld tussen Bagdad en Syrië. De Spaanse reiziger Pero Tafur zag in 1436 postduiven bij Damietta, aan de Nijlmonding, en dacht ten onrechte dat ze heen en weer vlogen. Sultan Tipu had de Jamia Masjid moskee in Srirangapatna als centrum van zijn duivenpost.
Het systeem verspreidde zich naar Europa. De Republiek Genua zette een duivenpost op om communicatie te onderhouden tussen wachttorens in de Middellandse Zee. In de Lage Landen werden postduiven tijdens de Tachtigjarige Oorlog gebruikt om berichten te sturen vanuit belegerde steden. Dergelijke oorlogsduiven werden nog lang gebruikt in Europa, bijvoorbeeld in de Frans-Duitse Oorlog, in de Eerste en in de Tweede Wereldoorlog. Twee bekende oorlogsduiven zijn Cher Ami († 1919) en G.I. Joe († 1961).
In het 19e-eeuwse Europa bleef men ook na de uitvinding van de telegraaf postduiven gebruiken om lacunes te ondervangen. Bekend is de financiële duivenvloot van Paul Reuter op de verbinding tussen Brussel en telegraafterminus Aken (1860). In december 1870 werd een microfilm in nauwelijks tien uren van Perpignan naar Brussel gevlogen.

## Duivensport
Eind 19e eeuw ging men in het Luikse wedstrijden en wedvluchten met postduiven houden. De sport verspreidde zich over België en naburige landen. De eigenaren werden ook wel "duivenmelkers" genoemd. De tegenwoordige term die gebruikt wordt is duivenhouders of duivencoach.
De duivensport is nog steeds populair in Vlaanderen, maar door de vergrijzing onder duivenmelkers en toewijding (dagelijkse verzorging) die de hobby vergt, neemt het aantal duivenmelkers af. 
Ook in Japan, China en andere landen in het Verre Oosten, evenals in het Midden-Oosten, is de duivensport een bezigheid, als hobby of om het gokken en het winnen van geldbedragen: de bedragen voor goed getrainde duiven lopen uiteen van enkele tientjes tot meer dan een miljoen euro. In 2018 werd in China de duurste duif aller tijden verkocht voor 2,78 miljoen euro (€2.780.000).
Vroeger werd gebruikgemaakt van een duivenklok om de binnenkomst van de wedstrijdduiven nauwkeurig te registreren. De klok werd dan pas opengemaakt in het clubhuis. Postduiven hebben daartoe naast een vaste ring ook een gummiring die afneembaar is en die in de duivenklok gestoken kan worden, die de tijd registreert. Tegenwoordig gebeurt dit vrijwel volledig op digitale wijze.

## Het terugvinden van het hok
Hoe duiven de weg naar huis vinden is nog onopgehelderd. Mogelijk gebruiken ze daarbij geuren, de wind, infrageluid, de zwaartekracht, het zicht, de zon of het Aardmagnetisch veld (of een combinatie) om hun weg te vinden; als ze daarin verstoord worden, raken ze mogelijk verdwaald. Er raken ook postduiven verdwaald om eveneens onduidelijke redenen. Verdwaalde duiven vinden dan soms aansluiting bij de stadsduif en komen niet meer terug. Regelmatig wordt zo'n geringde "stadsduif" gevangen en bij de eigenaar terugbezorgd.

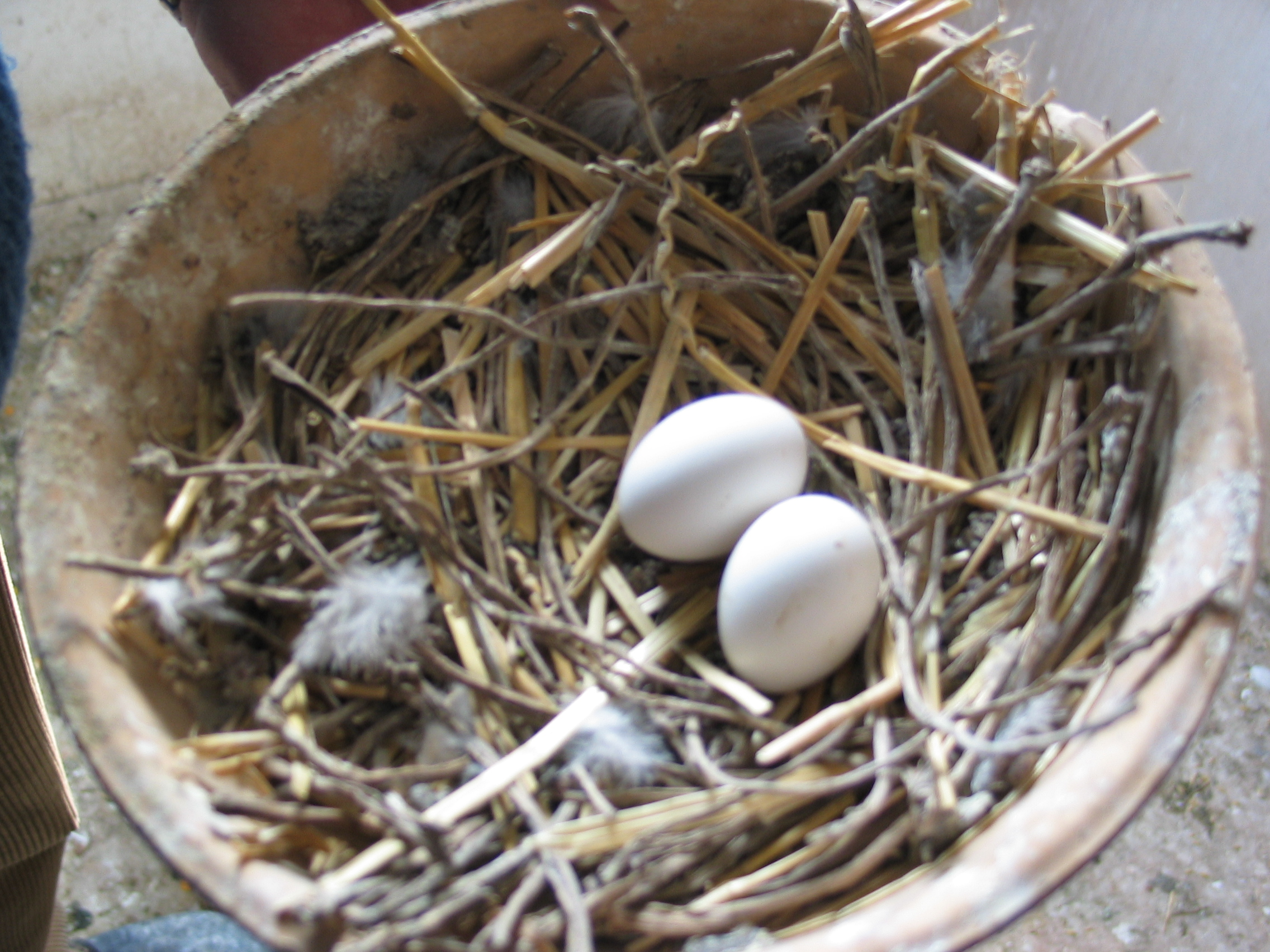
Eieren van de postduif
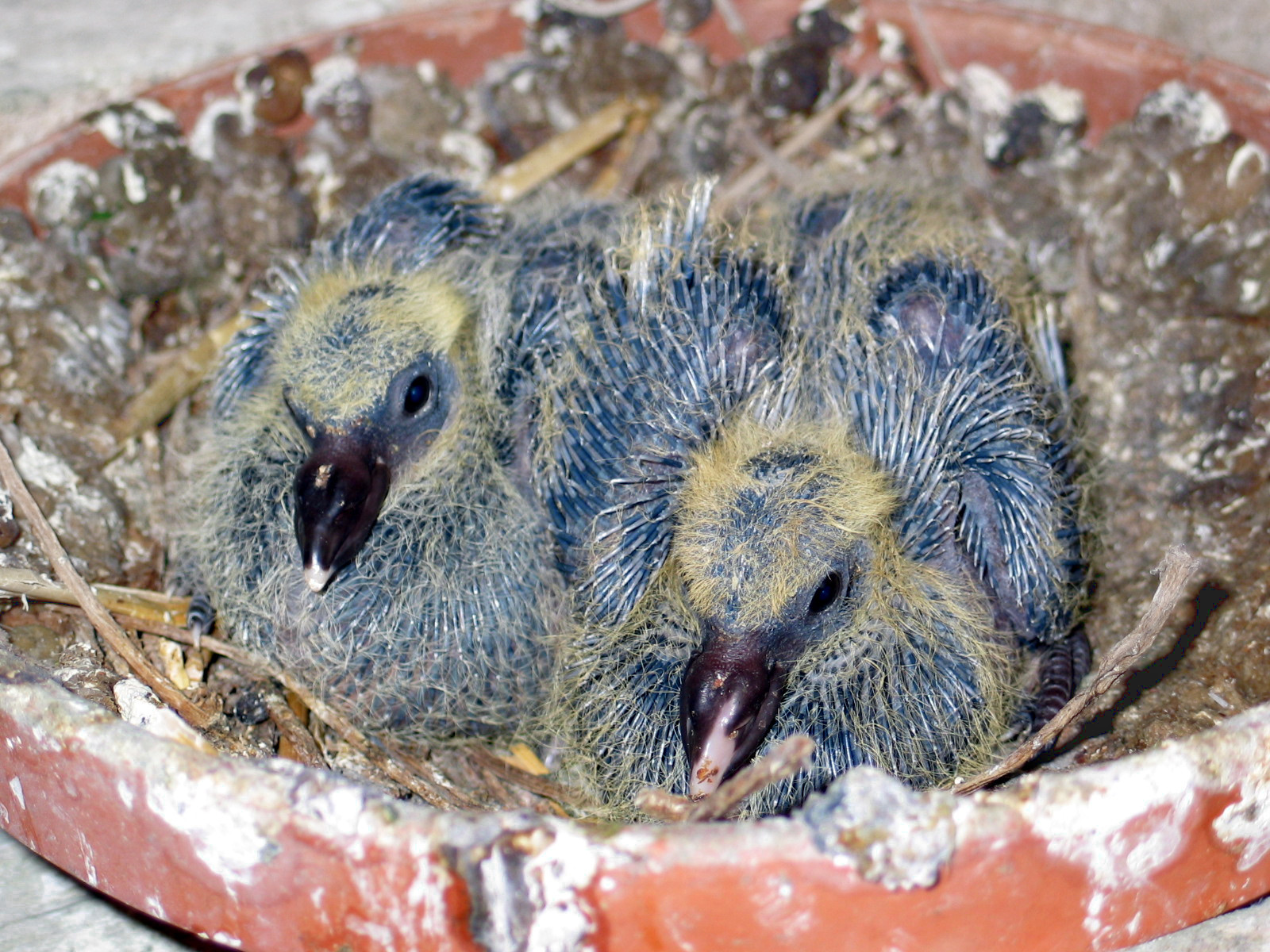
Ongeveer 9 dagen oud
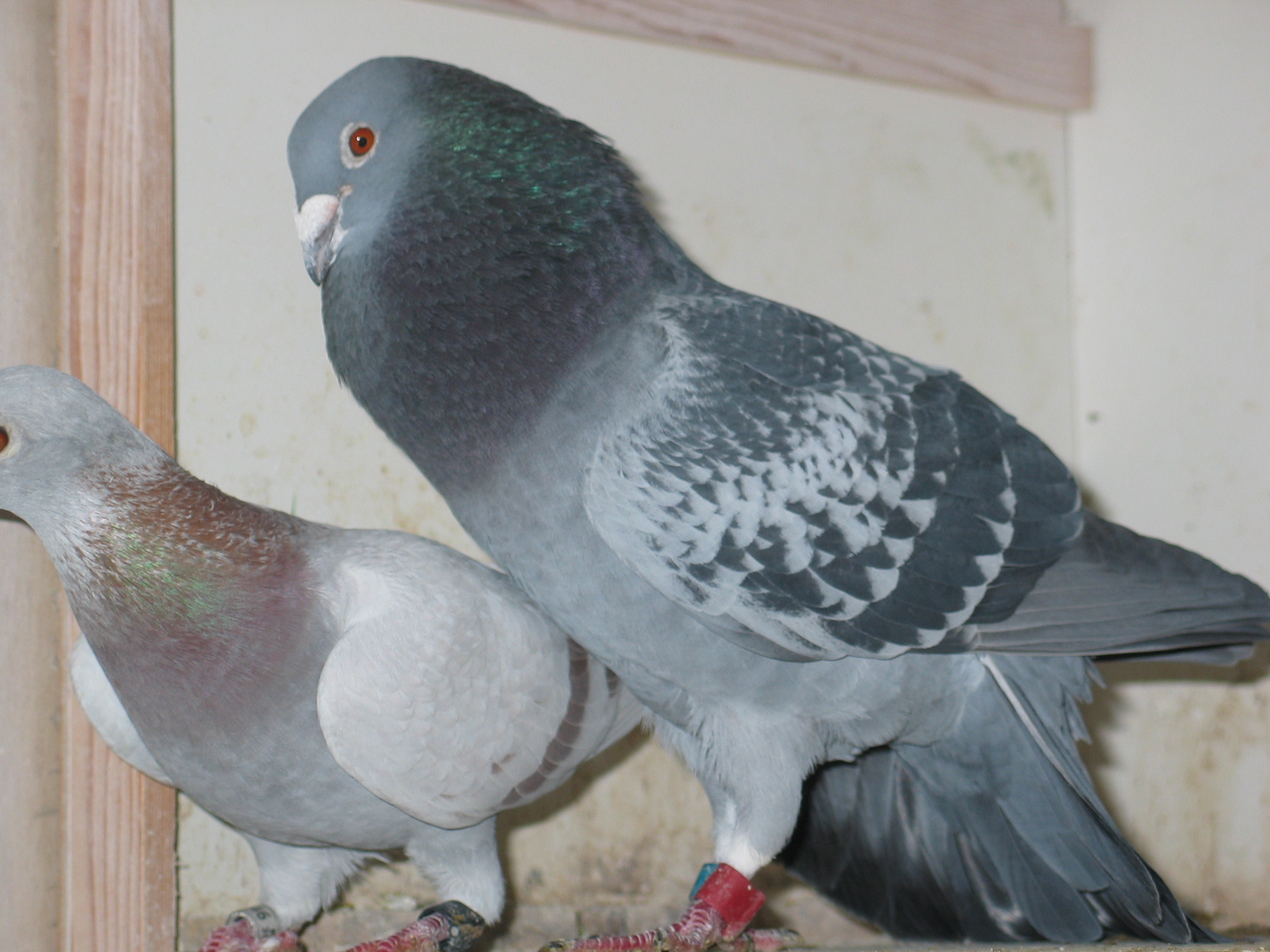
Een doffer met een met lucht gevulde krop
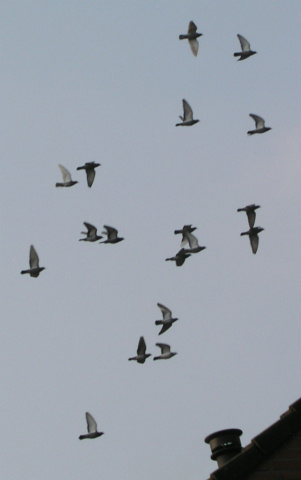
Postduiven in de vlucht
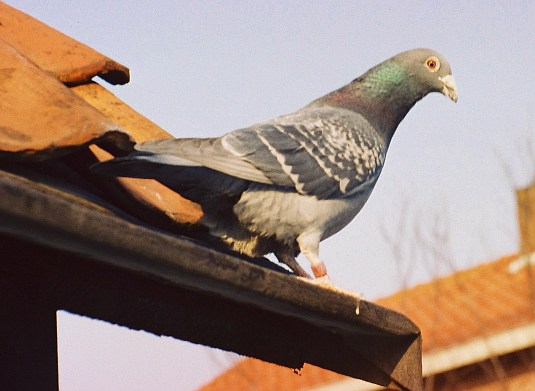
Postduif op dakrand
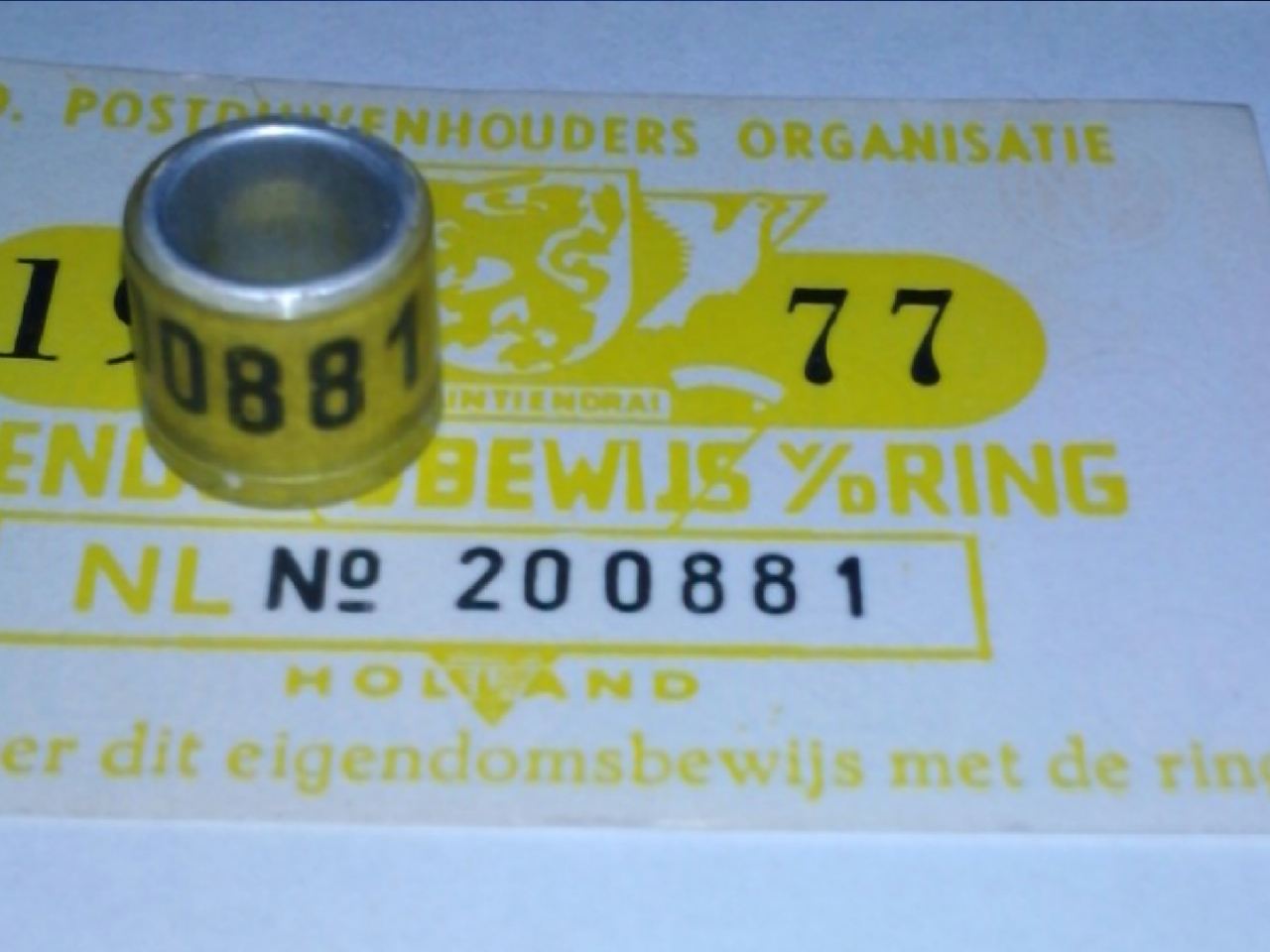
Postduivenring en eigendomsbewijs
- Bioscoopjournaal uit 1935. Leden van de Nederlandse Algemene Bond van Postduivenliefhebbers organiseren te Amstelveen een oefenvlucht voor vijftienduizend postduiven.